# Fresagrandinaria
Fresagrandinaria är en ort och kommun i provinsen Chieti i regionen Abruzzo i Italien. Kommunen hade 942 invånare (2018).